# Перевал (разъезд)
Перевал — разъезд как тип населённого пункта в Могойтуйском районе Агинского Бурятского округа в Забайкальском крае России. Входит в сельское поселение «Ушарбай».

## История
Название происходит от расположенного здесь перевала Мир на Могойтуйском хребте.

## География
Железнодорожный разъезд расположен на участке железной дороги Тарская — Забайкальск, в (18) 20 км от села Ушарбай, у перевала Мир на Могойтуйском хребте.

## Население
| 1989 | 2002 | 2010 | 2021 |
| ---- | ---- | ---- | ---- |
| 21   | ↘18  | →18  | ↘15  |

- по Всесоюзной переписи населения СССР 1989 года — 21 человек;
- по Всероссийской переписи населения 2002 года — 18 человек.

## Инфраструктура
Путевое хозяйство разъезда.

## Транспорт
Автомобильный и железнодорожный транспорт